# هارپلینگ
هارپلینگ (به سوئدی: Harplinge) یک سکونتگاه مسکونی در سوئد است که در شهر هالمستاد واقع شده‌است.

## خصوصیات
هارپلینگ ۱٫۳۴ کیلومترمربع مساحت و ۱٬۴۵۰ نفر جمعیت دارد.